# کنستانتین باتیگین
کنستانتین یوری‌ویچ باتیگین (به روسی: Константин Юрьевич Батыгин) و (به انگلیسی: Konstantin Batygin) ستاره‌شناس روسی-آمریکایی و استادیار علوم سیاره‌ای در مؤسسه فناوری کالیفرنیا (Caltech) است. نام او در فهرست ۲۰۱۵ فوربز ۳۰ دانشمند زیر ۳۰ سال که در حال تغییر دادن جهانند آمده است.
در ژانویه سال ۲۰۱۶، کنستانتین باتیگین و مایکل براون وجود یک سیارهٔ نهم در سامانهٔ خورشیدی را پیشنهاد کردند.